# Sains-lès-Marquion
 Sains-lès-Marquion  es una población y comuna francesa, situada en la región de Norte-Paso de Calais, departamento de Paso de Calais, en el distrito de Arras y cantón de Marquion.

## Demografía
| 352 | 351 | 324 | 315 | 276 | 300 |
| Para los censos de 1962 a 1999 la población legal corresponde a la población sin duplicidades (Fuente: INSEE [Consultar]) |     |     |     |     |     |